# Francisco Laso
José Francisco Domingo Laso de la Vega y de los Ríos, connu comme Francisco Laso (Tacna, 8 mai 1823 - San Mateo, 14 mai 1869), est un peintre péruvien du XIXe siècle.

## Biographie
Précurseur de l'Indigénisme péruvien, il fut surtout connu dans son pays comme portraitiste. Issu d'une famille de aristocratie espagnole coloniale, il a passé son enfance à Arequipa avant de déménager à Lima pour étudier le droit, mais l'a rapidement abandonné.
À Lima, il s'inscrit à l'Académie de dessin et de peinture dirigée par le peintre équatorien Javier Córtez, où il rencontre le peintre péruvien Ignacio Merino, qui l'encourage à se perfectionner en Europe. Laso se rend à Paris en 1843, où il exerce dans l'atelier du peintre suisse Charles Gleyre. En 1847, il fait un passage  en Italie où il apprécie particulièrement les peintures de Véronèse.
En 1849, il revient  à Lima et y ouvre une école. Il voyage alors régulièrement à l'intérieur du Pérou peignant plusieurs endroits de la côte ainsi que les hauts plateaux andins, dans des œuvres  qui laissent toujours une place prépondérante à la vie et aux coutumes des indiens autochtones.
Laso effectua un deuxième voyage en Europe en 1851, cette fois grâce à une bourse accordée par le gouvernement pour retourner dans l'atelier de Gleyre.
Il rentre au Pérou à nouveau en 1855. L'année suivante, il s'installe à Arequipa où à la demande de Mgr. José Sebastián de Goyeneche y Barreda, il peint plusieurs tableaux de nature religieuse.
Il épouse Manuela Enriquez et effectue un troisième voyage en Europe en 1863.
À son retour, en 1866, il participe au combat du 2 mai. L'année suivante, il est élu député de Lima à l'Assemblée constituante.
Il fait don à l'État trois tableaux (Santa Rosa de Lima, La Justicia et El Cantollano).
Il meurt en 1868, victime de l'épidémie de fièvre jaune qui ravage Lima.